# Hydnum
Pigsvamp (Hydnum) er en slægt af svampe i Kantarelordenen.